# Lago Peñuelas
Lago Peñuelas är en sjö i Chile.   Den ligger i regionen Región de Valparaíso, i den södra delen av landet, 90 km väster om huvudstaden Santiago de Chile. Lago Peñuelas ligger 341 meter över havet. Arean är 6,1 kvadratkilometer. Den sträcker sig 5,5 kilometer i nord-sydlig riktning, och 6,1 kilometer i öst-västlig riktning.
I omgivningarna runt Lago Peñuelas växer huvudsakligen savannskog. Runt Lago Peñuelas är det ganska glesbefolkat, med 31 invånare per kvadratkilometer.